# БАЗ-А081.20
БАЗ А08120 «Роза» — украинский высокопольный автобус малой вместимости, выпускающийся на Бориспольском автозаводе с 2011 года.

## Описание

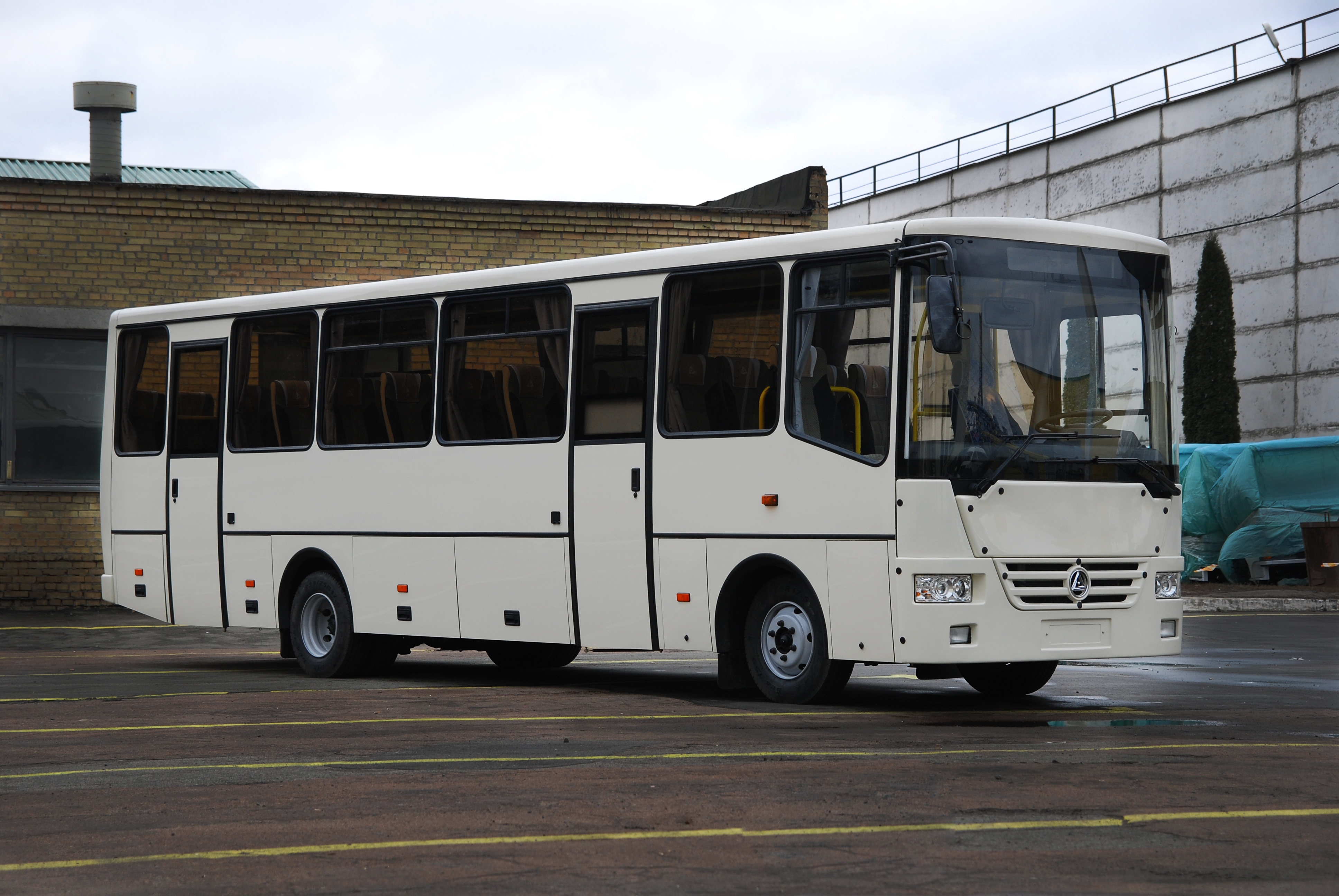
БАЗ А08120 с обычными окнами

Этот автобус позиционируется как туристический и предназначен для обслуживания междугородних маршрутов. Вместимость автобуса составляет 37 мест, при этом стоячих мест может не быть. Под полом расположены багажные отделения объёмом 3,7 м³, над пассажирскими сидениями расположены полки для ручной клади. Комфорт обеспечивает задняя пневмо-рессорная подвеска.
Автобус произведён на индийском шасси Ashok Leyland и является аналогом моделей БАЗ-А081.10 и БАЗ-А081.11. Ему присущи система кондиционирования и вентиляционные люки. Дополнительно салон оборудован телевизором и элементами бытового оборудования.
В 2013 году пошла в производство полунизкопольная двухдверная модель Эталон А08128 «Роза». В 2014 году появилась версия на газомоторном топливе Эталон А08129 CNG (метан). С 2018 года производится пригородная 40-местная версия Эталон А08117.

## Модификации
- Эталон А08120 «Роза» (междугородный) — автобус на 37 сидячих и 20 стоячих мест с двигателем Hino HA6DTI3N-BSIII Евро-3.

- Эталон А08120-30 «Роза»
- Эталон А08120-40 «Роза»
- Эталон А08120-50 «Роза»
- Эталон А08123 «Роза» (турист) — автобус на 37 сидячих мест с двигателем Hino HA6DTI3N-BSIII Евро-3.
- Эталон А08123-10 «Роза» (междугородный) — автобус на 37 сидячих и 20 стоячих мест с двигателем Ashok Leyland H6E4S123 Евро-4.
- Эталон А08123-30 «Роза» (междугородный) — автобус на 37 сидячих и 20 стоячих мест с двигателем Ashok Leyland H6E4S123 Евро-4.
- Эталон А08123-40 «Роза» (турист) — автобус на 37 сидячих мест с двигателем Ashok Leyland H6E4S123 Евро-4.
- Эталон А08123-50 «Роза» (турист) — автобус на 37 сидячих мест с двигателем Ashok Leyland H6E4S123 Евро-4.
- Эталон А08128 «Роза» (городской) — автобус на 42/45 сидячих и 24 стоячих мест с двигателем Hino HA6DTI3N-BS Евро-3 или Ashok Leyland H6E5SD123 Евро-5.
- Эталон А08129 CNG «Роза» (городской) — автобус на 42/45 сидячих и 24 стоячих мест с 6-литровым метановым двигателем Ashok Leyland H6E4GD137 мощностью 195 л. с., соответствующим нормам Евро-5, и 6-ст. МКПП ZFS6-36.
- Эталон А08130 «Роза» (турист) — автобус на 37 сидячих мест с 6-литровым метановым двигателем Ashok Leyland H6E4GD137 мощностью 195 л. с., соответствующим нормам Евро-5.
- Эталон-А084 «Тюльпан» (турист) — автобус на 37 сидячих мест с двигателем DAF, отвечающий нормам Евро-6.
- Эталон А08117 (пригородный) — автобус на 40 сидячих и 20 стоячих мест.
- Эталон А08117ш (школьный) — автобус на 40 сидячих мест.